# Saison 1 de Gotham
Chronologie
Saison 2
Cet article présente les épisodes de la première saison de la série télévisée américaine Gotham.

## Généralités
- Aux États-Unis, cette saison a été diffusée du 22 septembre 2014 au 4 mai 2015 sur le réseau FOX[1].
- Au Canada, la série a été diffusée en simultané sur le réseau CTV.
- En France, la diffusion de la saison commence le 3 février 2016 et finit le 30 mars 2016 sur TMC.
- Le 13 octobre 2014, Fox commande une saison complète de 22 épisodes[2].

## Synopsis
Le couple de milliardaires Thomas et Martha Wayne est retrouvé assassiné. Le mystérieux tueur chargé de la basse besogne laisse derrière lui un orphelin, leur fils Bruce. Laissé aux bons soins du majordome Alfred Pennyworth, le jeune homme décide de découvrir l'identité de l'assassin. Jim Gordon, officier de police fraîchement promu au sein de la brigade criminelle de Gotham City est chargé de l'enquête avec son partenaire Harvey Bullock, un policier qui connaît la ville comme sa poche mais aussi les criminels qui la peuplent. Le policier va découvrir au gré de l'affaire qu'une vaste conspiration est à l'origine de l'assassinat. Alors qu'une guerre des gangs sans précédent menace la ville et ses concitoyens, on voit émerger une toute nouvelle génération de criminels avec parmi eux, le plus dangereux : Le Pingouin.

## Distribution

### Acteurs principaux
- Ben McKenzie (VF : Bruno Choël) : l'inspecteur James Gordon
- Donal Logue (VF : Jean-François Aupied) : l'inspecteur Harvey Bullock
- David Mazouz (VF : Henri Bungert) : Bruce
- Camren Bicondova (VF : Camille Gondard) : Selina Kyle
- Sean Pertwee (VF : Julien Kramer) : Alfred Pennyworth
- Robin Lord Taylor (VF : Stéphane Marais) : Oswald Cobblepot
- Jada Pinkett Smith (VF : Maïk Darah) : Fish Mooney
- Cory Michael Smith (VF : Cyrille Thouvenin) : Edward Nygma
- Erin Richards (VF : Claire Guyot) : Barbara Kean
- Zabryna Guevara (VF : Brigitte Virtudes) : Capitaine Sarah Essen (épisodes 1 à 9, 11 à 16, 18, 20 et 21)
- Victoria Cartagena (en) (VF : Céline Ronté) : Renee Montoya (épisodes 1 à 3, 6 et 7, 9, 11)
- Andrew Stewart-Jones (en) (VF : Jean-Baptiste Marcenac) : Crispus Allen (épisodes 1 à 3, 6 et 7, 9)
- John Doman (VF : Philippe Dumond) : Carmine Falcone (épisodes 1 à 3, 5, 7, 10, 12, 15, 21 et 22)

### Acteurs récurrents et invités
- Grayson McCouch (VF : Martial Le Minoux) : Thomas Wayne (épisode 1)
- Brette Taylor (VF : Chantal Baroin) : Martha Wayne (épisode 1)
- Danny Schoch : Patrick « Matches » Malone / L'homme masqué (épisode 1)
- Drew Powell (VF : Jean-Luc Atlan) : Butch Gilzean (épisodes 1 et 2, 4, 7, 9 à 13, 16 et 17, 20 à 22)
- Clare Foley (VF : Maryne Bertieaux) : Ivy Pepper (épisodes 1, 10 et 11, 13, 16 et 17)
- Richard Kind (VF : Gabriel Le Doze) : Le maire Aubrey James (épisodes 1 et 2, 4, 7, 9 et 10)
- Carol Kane (VF : Martine Meirhaghe) : Gertrud Kapelput, mère d'Oswald Cobblepot[3] (épisodes 2, 6, 8, 13, 16, 20)
- Lili Taylor : Patti, subordonnée de Dollmaker (épisode 2)
- Frank Whaley : Doug, subordonné de Dollmaker (épisode 2)
- Kyle Massey (VF : Benjamin Bollen) : Macky, un enfant négligé et maltraité[4] (épisodes 2 et 10)
- David Zayas (VF : Enrique Carballido) : Salvatore Maroni[5] (épisodes 3 à 5, 7, 11 et 12, 14 et 15, 20 à 22)
- Dan Bakkedahl (VF : Jérôme Wiggins) : Davis Lamond / L'Homme aux ballons (épisode 3)
- Makenzie Leigh (VF : Kelly Marot) : Liza, chanteuse et espionne de Fish Mooney[6] (épisodes 4 à 12)
- J. W. Cortes (VF : Éric Peter) : Détective Alvarez (épisodes 4, 7 et 8, 11 à 13, 16 et 17)
- Danny Mastrogiorgio (VF : Pascal Germain) : Frankie Carbone, second de Salvatore Maroni (épisodes 4, 5 et 7)
- Hakeem Kae-Kazim (VF : Gilles Morvan) : Richard Gladwell, tueur à gage (épisode 4)
- Sharon Washington (de) : Molly Mathis, membre du conseil d'administration de Wayne Enterprises(épisode 5)
- Daniel London : Stan Potolsky, biochimiste et inventeur de la drogue "Viper" (épisode 5)
- Jeremy Davidson : Nikolai, chef de la Mafia russe de Gotham City (épisodes 5, 7)
- Chelsea Spack (VF : Véronique Picciotto) : Kristen Kringle (épisodes 6, 12 à 14, 18, 20 à 22)
- Dan Hedaya : Detective Dix, ancien partenaire et mentor d'Harvey Bullock (épisode 6)
- Susan Misner : Docteur Marks, hypnothérapeute (épisode 6)
- Christopher James Baker : Raymond Earl / Le Bouc (The Goat) (épisode 6)
- Philip Hernandez : Docteur Guerra, médecin légiste du GCPD (épisodes 6, 8, 11, 14)
- Anthony Carrigan (VF : Cédric Dumond) : Victor Zsasz (épisodes 7, 12 et 13, 16)
- Alex Corrado (VF : Pierre Margot) : Gabe, garde du corps de Frankie Carbone puis d'Oswald Cobblepot (épisodes 7, 10 à 13, 15 et 16, 19)
- Todd Stashwick : Richard Sionis / Le Masque (épisode 8)
- Cole Vallis : Tommy Elliot (épisode 8)
- Nicholas D'Agosto (VF : Damien Ferrette) : Harvey Dent[7] (épisodes 9 et 10, 18)
- Leslie Odom Jr. : Ian Hargrove, frabriquant de bombe souffrant de troubles mentaux (épisode 9)
- Steve Cirbus : Gregor Kasyanov, lieutenant de la Mafia russe de Gotham City (épisode 9)
- Lesley-Ann Brandt : Larissa Diaz / Copperhead (épisode 10)
- John Enos III : Jimmy Saviano, Underboss de Carmine Falcone et ami d'enfance de Butch Gilzean (épisodes 10 et 11)
- Morena Baccarin (VF : Laurence Bréheret) : Dr Leslie Thompkins[8] (épisodes 11 et 12, 14 à 16, 19 à 22)
- Isiah Whitlock Jr. : Docteur Gerry Lang, directeur de l'Asile d'Arkham (épisode 11)
- Christopher Heyerdahl : Jack « Gruber » Buchinsky / Électrocuteur (épisodes 11 et 12)
- Kevin McCormick : Aaron Danzig, patient de l'asile d'Arkham et assistant de Jack Buchinsky (épisodes 11 et 12)
- Peter Scolari (VF : Nicolas Marié) : le commissaire Gillian B. Loeb (épisode 12, 18 et 19, 22)
- Richard Poe : Everett Kean, père de Barbara Kean (épisodes 12, 21)
- Caroline Lagerfelt : Madame Kean, mère de Barbara Kean (épisodes 12, 21)
- Dash Mihok (VF : Bertrand Nadler) : Détective Arnold Flass (épisodes 12 et 13, 18)
- Julian Sands : Gerald Crane (épisodes 14 et 15)
- Charlie Tahan (VF : Julien Crampon) : Jonathan Crane (épisodes 14 et 15)
- Maria Thayer : Scottie Mullen, conseillère en thérapie de groupe souffrant de phobies (épisode 14)
- Cameron Monaghan (VF : Rémi Caillebot) : Jerome Valeska [9] (épisode 16)
- Robert Gorrie : John Grayson, artiste de cirque membre des Flying Graysons et fiancé de Mary Lloyd (épisode 16)
- Abbi Snee : Mary Lloyd, artiste de cirque et fiancée de John Grayson (épisode 16)
- Elliot Villar : Thomas Schmidt, mercenaire et gardien de sécurité de Dollmaker (épisode 16, 18)
- David O'Hara : Reginald « Reggie » Payne, vieil ami d'Alfred Pennyworth et ancien membre du Special Air Service Britannique (épisodes 17, 19)
- Michael Goldsmith : Gus Floyd, membre du gang de la Cagoule Rouge (Red Hood) et premier porteur de la cagoule (épisode 17)
- Jonny Coyne : Clyde Destro, membre du gang de la Cagoule Rouge (Red Hood) et deuxième porteur de la cagoule (épisode 17)
- Peter Brensinger : Trope, membre du gang de la Cagoule Rouge (Red Hood) et troisième porteur de la cagoule (épisode 17)
- Kevin T. Collins : Regan, membre du gang de la Cagoule Rouge (Red Hood) (épisode 17)
- Peter Albrink : Haskins, membre du gang de la Cagoule Rouge (Red Hood) (épisode 17)
- Nicholle Tom : Miriam Loeb, fille du commissaire Gillian B. Loeb souffrant de troubles mentaux (épisode 18)
- Colm Feore (VF : Éric Legrand) : Dr Francis Dulmacher / The Dollmaker (en)[10] (épisodes 18 et 19)
- Milo Ventimiglia (VF : Rémi Bichet) : Jason « Skolimski » Lennon / The Ogre[11] (épisodes 19 à 21)
- Michael Potts : Sid Bunderslaw, directeur des Opérations Physiques de Wayne Enterprises (épisodes 20 et 21)
- Daniel Davis : Jacob Skolimski, majordome et père de Jacob Skolimski alias The Ogre (épisode 20)
- James Andrew O'Connor : Tommy Bones, homme de main de Salvatore Maroni puis d'Oswald Cobblepot (épisodes 21 et 22)
- Chris Chalk (VF : Namakan Koné) : Lucius Fox, responsable de la section technologie chez Wayne Enterprises [12] (épisode 21)

## Épisodes

### Épisode 1:Bruce Wayne
- États-Unis /  Canada : 22 septembre 2014 sur FOX[1] / sur CTV[13]
- Québec : 25 août 2015 sur MusiquePlus
- Belgique : 12 septembre 2015 sur La Deux[14]
- France : 3 février 2016 sur TMC[15]

- États-Unis : 8,21 millions de téléspectateurs[16] (première diffusion)
- Canada : 3,375 millions de téléspectateurs[17],[18] (première diffusion + différé 7 jours)
- France : 1,24 million de téléspectateurs[19] (première diffusion)

- Grayson McCouch (Thomas Wayne)
- Brette Taylor (Martha Wayne)
- Richard Kind (Maire Aubrey James)
- Drew Powell (Butch Gilzean)
- Daniel Stewart Sherman (Mario Pepper)
- Clare Foley (Ivy Pepper)
- Danny Schoch (Patrick « Matches » Malone / L'homme masqué)

### Épisode 2:Selina Kyle
- États-Unis /  Canada : 29 septembre 2014 sur FOX / CTV
- Québec : 25 août 2015 sur MusiquePlus
- Belgique : 12 septembre 2015 sur La Deux
- France : 3 février 2016 sur TMC

- États-Unis : 7,45 millions de téléspectateurs[20] (première diffusion)
- Canada : 2,837 millions de téléspectateurs[21],[22] (première diffusion + différé 7 jours)
- France : 1,14 million de téléspectateurs[19] (première diffusion)

- Carol Kane (Gertrud Kapelput)
- Frank Whaley (Doug)
- Lili Taylor (Patti)
- Richard Kind (Maire Aubrey James)
- Drew Powell (Butch Gilzean)
- Kyle Massey (Macky)

### Épisode 3:L'Homme aux ballons
- États-Unis /  Canada : 6 octobre 2014 sur FOX / CTV
- Québec : 1er septembre 2015 sur MusiquePlus
- Belgique : 19 septembre 2015 sur La Deux
- France : 3 février 2016 sur TMC

- États-Unis : 6,36 millions de téléspectateurs[23] (première diffusion)
- Canada : 2,723 millions de téléspectateurs[24] (première diffusion + différé 7 jours)
- France : 861 000 téléspectateurs[19] (première diffusion)

- Dan Bakkedahl (Davis Lamond)
- James Colby (Lieutenant Bill Cranston)
- David Zayas (Sal Maroni)
- Jack Koenig (Arnold Danzer)
- Clark Middleton (Gerrick)

### Épisode 4:Projet Arkham
- États-Unis /  Canada : 13 octobre 2014 sur FOX / CTV
- Québec : 8 septembre 2015 sur MusiquePlus
- Belgique : 19 septembre 2015 sur La Deux
- France : 10 février 2016 sur TMC

- États-Unis : 6,39 millions de téléspectateurs[25] (première diffusion)
- Canada : 2,66 millions de téléspectateurs[26] (première diffusion + différé 7 jours)
- France : 609 000 téléspectateurs[27] (première diffusion)

- Richard Kind (Maire Aubrey James)
- Drew Powell (Butch Gilzean)
- Evander Duck (Conseiller Ron Jenkins)
- Hakeem Kae-Kazim ( Richard Gladwell)
- David Zayas (Sal Maroni)
- Brad Calcaterra (Minks)
- J. W. Cortes (Détective Alvarez)
- Danny Mastrogiorgio (Frankie Carbone)
- Mackenzie Leigh (Liza)

### Épisode 5:Viper
- États-Unis /  Canada : 20 octobre 2014 sur FOX / CTV
- Québec : 15 septembre 2015 sur MusiquePlus
- Belgique : 26 septembre 2015 sur La Deux
- France : 10 février 2016 sur TMC

- États-Unis : 6,09 millions de téléspectateurs[28] (première diffusion)
- Canada : 2,355 millions de téléspectateurs[29] (première diffusion + différé 7 jours)
- France : 621 000 téléspectateurs[27] (première diffusion)

- Daniel London (Stan Potolsky)
- Kett Turton (Busker)
- Genevieve Hudson-Price (Charmagne)
- Peter Maloney (Isaac Steiner)
- Margaret Colin (Taylor Reece)
- Sharon Washington (de) (Molly Mathis)
- David Zayas (Sal Maroni)
- Jeremy Davidson (Nikolai)
- Danny Mastrogiorgio (Frankie Carbone)
- Mackenzie Leigh (Liza)

### Épisode 6:Sous le masque du mal
- États-Unis /  Canada : 27 octobre 2014 sur FOX / CTV
- Québec : 22 septembre 2015 sur MusiquePlus
- Belgique : 26 septembre 2015 sur La Deux
- France : 10 février 2016 sur TMC

- États-Unis : 5,89 millions de téléspectateurs[30] (première diffusion)
- Canada : 1,981 million de téléspectateurs[31] (première diffusion + différé 7 jours)
- France : 519 000 téléspectateurs[27] (première diffusion)

- Carol Kane (Gertrud Kapelput)
- Dan Hedaya (Détective Dix)
- Kim Director (Lacey White)
- Mackenzie Leigh (Liza)
- Chelsea Spack (Kristen Kringle)
- Susan Misner (Docteur Marks)
- Christopher Baker (Raymond Earl / Le Bouc (The Goat))
- Philip Hernandez (Docteur Guerra)

### Épisode 7:Le Pingouin
- États-Unis /  Canada : 3 novembre 2014 sur FOX / CTV
- Québec : 29 septembre 2015 sur MusiquePlus
- Belgique : 3 octobre 2015 sur La Deux
- France : 17 février 2016 sur TMC

- États-Unis : 6,63 millions de téléspectateurs[32] (première diffusion)
- Canada : 2,256 millions de téléspectateurs[33] (première diffusion + différé 7 jours)
- France : 647 000 téléspectateurs[34] (première diffusion)

- Richard Kind (Maire Aubrey James)
- Drew Powell (Butch Gilzean)
- Anthony Carrigan (Victor Zsasz)
- David Zayas (Sal Maroni)
- J. W. Cortes (Détective Alvarez)
- Jeremy Davidson (Nikolai)
- Danny Mastrogiorgio (Frankie Carbone)
- Mackenzie Leigh (Liza)
- Alex Corrado (Gabe)

- Victor Zsasz est un tueur en série qui a affronté à de nombreuses reprises Batman. Ce personnage a été créé par Alan Grant et Norm Breyfogle en 1992[35].

### Épisode 8:L'Homme au masque
- États-Unis /  Canada : 10 novembre 2014 sur FOX / CTV
- Belgique : 3 octobre 2015 sur La Deux
- Québec : 6 octobre 2015 sur MusiquePlus
- France : 17 février 2016 sur TMC

- États-Unis : 6,35 millions de téléspectateurs[36] (première diffusion)
- Canada : 2,359 millions de téléspectateurs[37] (première diffusion + différé 7 jours)
- France : 653 000 téléspectateurs[34] (première diffusion)

- Mackenzie Leigh (Liza)
- J. W. Cortes (Détective Alvarez)
- Todd Stashwick (Richard Sionis / Le Masque)
- Cole Vallis (Tommy Elliot)
- Carol Kane (Gertrud Kapelput)
- Frank Deal (Docteur Felton)
- Philip Hernandez (Docteur Guerra)
- Robbie Tann (Timothy)
- Theodorina Bello (Maggie)

- Le Masque est un super vilain qui a été créé par Doug Moench et Tom Mandrake en 1985. Il a affronté à de nombreuses reprises Batman[38].

### Épisode 9:Harvey Dent
- États-Unis /  Canada : 17 novembre 2014 sur FOX / CTV
- Belgique : 10 octobre 2015 sur La Deux
- Québec : 13 octobre 2015 sur MusiquePlus
- France : 17 février 2016 sur TMC

- États-Unis : 6,49 millions de téléspectateurs[39] (première diffusion)
- Canada : 2,275 millions de téléspectateurs[40] (première diffusion + différé 7 jours)
- France : 566 000 téléspectateurs[34] (première diffusion)

- Richard Kind (Maire Aubrey James)
- Drew Powell (Butch Gilzean)
- Mackenzie Leigh (Liza)
- Nicholas D'Agosto (Harvey Dent)
- Leslie Odom Jr. (Ian Hargrove)
- Luke Forbes (John Hargrove)

### Épisode 10:Jeunes fugitifs
- États-Unis /  Canada : 24 novembre 2014 sur FOX / CTV
- Belgique : 10 octobre 2015 sur La Deux
- Québec : 20 octobre 2015 sur MusiquePlus
- France : 24 février 2016 sur TMC

- États-Unis : 6,05 millions de téléspectateurs[41] (première diffusion)
- Canada : 2,252 millions de téléspectateurs[42] (première diffusion + différé 7 jours)
- France : 534 000 téléspectateurs[43] (première diffusion)

- Richard Kind (Maire Aubrey James)
- Drew Powell (Butch Gilzean)
- Mackenzie Leigh (Liza)
- Nicholas D'Agosto (Harvey Dent)
- Lesley-Ann Brandt (Larissa Diaz)
- Clare Foley (Ivy Pepper)
- Kyle Massey (Mackey)
- John Enos III (Jimmy Saviano)
- Alex Corrado (Gabe)

- Larissa Diaz est la version féminine du super vilain Copperhead. Ce personnage a été créé par Bob Haney et Bob Brown en 1968[44].

### Épisode 11:Bienvenue à l'asile
- États-Unis /  Canada : 5 janvier 2015 sur FOX / CTV
- Belgique : 17 octobre 2015 sur La Deux
- Québec : 27 octobre 2015 sur MusiquePlus
- France : 24 février 2016 sur TMC

- États-Unis : 7,06 millions de téléspectateurs[45] (première diffusion)
- Canada : 1,915 million de téléspectateurs[46] (première diffusion + différé 7 jours)
- France : 599 000 téléspectateurs[43] (première diffusion)

- Morena Baccarin (Docteur Leslie Thompkins)
- Drew Powell (Butch Gilzean)
- David Zayas (Sal Maroni)
- J. W. Cortes (Détective Alvarez)
- Clare Foley (Ivy Pepper)
- John Enos III (Jimmy Saviano)
- Allyce Beasley (Infirmière Dorothy Duncan)
- Isiah Whitlock Jr (Docteur Gerry Lang)
- Philip Hernandez (Docteur Guerra)
- Kyle Massey (Mackey)
- Christopher Heyerdahl (Jack Gruber)
- Kevin McCormick (Aaron Danzig)
- Anthony Grasso (Ganza)
- Alex Corrado (Gabe)

- Apparition de Jack Gruber, l'Électrocuteur (en).

### Épisode 12:Un petit oiseau m'a dit
- États-Unis /  Canada : 19 janvier 2015 sur FOX / CTV
- Belgique : 17 octobre 2015 sur La Deux
- Québec : 3 novembre 2015 sur MusiquePlus
- France : 2 mars 2016 sur TMC

- États-Unis : 6,50 millions de téléspectateurs[47] (première diffusion)
- Canada : 2,039 millions de téléspectateurs[48] (première diffusion + différé 7 jours)
- France : 429 000 téléspectateurs[49] (première diffusion)

- Morena Baccarin (Dr Leslie Thompkins)
- Drew Powell (Butch Gilzean)
- David Zayas (Sal Maroni)
- Christopher Heyerdahl (Jack Gruber / Buchinsky)
- Anthony Carrigan (Victor Zsasz)
- Kevin McCormick (Aaron Danzig)
- J. W. Cortes (Lieutenant Alvarez)
- Chelsea Spack (Kristen Kringle)
- Dash Mihok (Détective Arnold Flass)
- Peter Scolari (Commissaire Loeb)
- Adrián Martínez (Irwin)
- Richard Poe (Everett Kean)
- Caroline Lagerfelt (Madame Kean)
- Alex Corrado (Gabe)
- Victor Cruz (Sergent de comptoir)

### Épisode 13:Le Grand Retour de Jim Gordon
- États-Unis /  Canada : 26 janvier 2015 sur FOX / CTV
- Belgique : 24 octobre 2015 sur La Deux
- Québec : 10 novembre 2015 sur MusiquePlus
- France : 2 mars 2016 sur TMC

- États-Unis : 6,04 millions de téléspectateurs[50] (première diffusion)
- Canada : 2,055 millions de téléspectateurs[51] (première diffusion + différé 7 jours)
- France : 434 000 téléspectateurs[49] (première diffusion)

- Drew Powell (Butch Gilzean)
- Anthony Carrigan (Victor Zsasz)
- J. W. Cortes (Détective Alvarez)
- Chelsea Spack (Kristen Kringle)
- Carol Kane (Gertrud Kapelput)
- Dash Mihok (Arnold Flass)
- Niko Nicotera (Derek Delaware)
- Alex Corrado (Gabe)

### Épisode 14:Morts de peur
- États-Unis /  Canada : 2 février 2015 sur FOX / CTV
- Belgique : 24 octobre 2015 sur La Deux
- Québec : 17 novembre 2015 sur MusiquePlus
- France : 9 mars 2016 sur TMC

- États-Unis : 5,79 millions de téléspectateurs[52] (première diffusion)
- Canada : 1,996 million de téléspectateurs[53] (première diffusion + différé 7 jours)
- France : 437 000 téléspectateurs[54] (deuxième diffusion)

- Morena Baccarin (Docteur Leslie Thompkins)
- David Zayas (Salvatore Maroni)
- Julian Sands (Gerald Crane)
- Charlie Tahan (Jonathan Crane)
- Chelsea Spack (Kristen Kringle)
- Maria Thayer (Scottie Mullen)
- Philip Hernandez (Docteur Guerra)
- Lillias White (La femme à la Bible)

- Première apparition de Jonathan Crane, alias l'Épouvantail. Ce vilain créé par Bob Kane et Bill Finger a fait sa première apparition dans les aventures de Batman en 1941[55].

### Épisode 15:Jonathan Crane
- États-Unis /  Canada : 9 février 2015 sur FOX / CTV
- Belgique : 31 octobre 2015 sur La Deux
- Québec : 24 novembre 2015 sur MusiquePlus
- France : 9 mars 2016 sur TMC

- États-Unis : 5,63 millions de téléspectateurs[56] (première diffusion)
- Canada : 1,965 million de téléspectateurs[57] (première diffusion + différé 7 jours)
- France : 393 000 téléspectateurs[54] (deuxième diffusion)

- Morena Baccarin (Docteur Leslie Thompkins)
- David Zayas (Don Maroni)
- Babs Olusanmokun (Mace)
- Dashiell Eaves (Kelly)
- Eisa Davis (Judith Barthel)
- Alex Corrado (Gabe)
- Peter Jay Fernandez (Docteur Anderson)

### Épisode 16:Dernier tour de piste
- États-Unis /  Canada : 16 février 2015 sur FOX / CTV
- Belgique : 31 octobre 2015 sur La Deux
- Québec : 1er décembre 2015 sur MusiquePlus
- France : 16 mars 2016 sur TMC

- États-Unis : 6,19 millions de téléspectateurs[58] (première diffusion)
- Canada : 2,045 millions de téléspectateurs[59] (première diffusion + différé 7 jours)
- France : 475 000 téléspectateurs[60] (deuxième diffusion)

- Drew Powell (Butch Gilzean)
- Morena Baccarin (Docteur Leslie Thompkins)
- J. W. Cortes (Détective Alvarez)
- Carol Kane (Gertrude Kapelput)
- Anthony Carrigan (Victor Zsasz)
- Dashiell Eaves (Kelly)
- Elliot Villar (Thomas Schmidt)
- Cameron Monaghan (Jerome Valeska)
- Mark Margolis (Paul Cicero)
- James Monroe Inglehart (Le Monsieur Loyal)
- Robert Gorrie (John Grayson)
- Abbi Snee (Mary Lloyd)
- Alex Corrado (Gabe)

- Les personnages de John Grayson et Mary Lloyd, future Madame Grayson, seront les futurs parents de Dick Grayson, le partenaire de Batman Robin. Créés par Bob Kane et Sheldon Moldoff en 1960[61].
- Première apparition de Jérôme Valeska.

### Épisode 17:La Clinique de l'étrange
- États-Unis /  Canada : 23 février 2015 sur FOX / CTV
- Belgique : 7 novembre 2015 sur La Deux
- Québec : 8 décembre 2015 sur MusiquePlus
- France : 16 mars 2016 sur TMC

- États-Unis : 6,53 millions de téléspectateurs[62] (première diffusion)
- Canada : 2,134 millions de téléspectateurs[63] (première diffusion + différé 7 jours)
- France : 469 000 téléspectateurs[60] (deuxième diffusion)

- Drew Powell (Butch Gilzean)
- J. W. Cortes (Détective Alvarez)
- Clare Foley (Ivy Pepper)
- Sharon Washington (Molly Mathis)
- David O'Hara (Reginald Payne)
- Michael Goldsmith (Gus Floyd)
- Jonny Coyne (Clyde Destro)
- Peter Brensinger (Trope)
- Kevin T. Collins (Regan)
- Peter Albrink (Haskins)
- Jenna Gavigan (Secrétaire du directeur de banque)
- Takeo Lee Wong (Chaing)
- Jeffrey Combs (Le gestionnaire)

### Épisode 18:Chacun a ses petits secrets
- États-Unis /  Canada : 2 mars 2015 sur FOX / CTV
- Belgique : 7 novembre 2015 sur La Deux
- Québec : 15 décembre 2015 sur MusiquePlus
- France : 23 mars 2016 sur TMC

- États-Unis : 6,1 millions de téléspectateurs[64] (première diffusion)
- Canada : 2,075 millions de téléspectateurs[65] (première diffusion + différé 7 jours)
- France : 575 000 téléspectateurs[66] (deuxième diffusion)

- Nicholas D'Agosto (Harvey Dent)
- Peter Scolari (Commissaire Loeb)
- Chelsea Spack (Kristin Kringle)
- Michael J. Burg (Charlie Griggs)
- Perry Yung (Xi Lu)
- Colm Feore (Docteur Francis Dulmacher)
- Dan Ziskie (Jude)
- Becky Ann Baker (Marge)
- Nicholle Tom (Miriam Loeb)
- Zachary Spicer (Tom Dougherty)
- Jeffrey Combs (Le gestionnaire)
- Dashiell Eaves (Kelly)
- Elliot Villar (Thomas Schmidt)

- Le Dr Dulmacher est le célèbre Dollmaker, un vilain issu de l'univers de Batman. Il a été créé en 2011 par Tony Daniel[67].

### Épisode 19:Le Don Juan meurtrier
- États-Unis /  Canada : 13 avril 2015 sur FOX / CTV
- Belgique : 14 novembre 2015 sur La Deux
- Québec : 22 décembre 2015 sur MusiquePlus
- France : 23 mars 2016 sur TMC

- États-Unis : 4,5 millions de téléspectateurs[68] (première diffusion)
- Canada : 1,61 million de téléspectateurs[69] (première diffusion + différé 7 jours)
- France : 531 000 téléspectateurs[66] (deuxième diffusion)

- Milo Ventimiglia (Jason Lennon / The Ogre)
- Peter Scolari (Commissaire Loeb)
- Dashiell Eaves (Kelly)
- Willa Fitzgerald (Grace Fairchild)
- Brendan Griffin (Len Moore)
- Barbara Rosenblat (Lidia Bicchieri)
- Colm Feore (Docteur Francis Dulmacher)
- Alex Corrado (Gabe)
- Phillip James Griffith (Le Chasseur)
- David O'Hara (Reggie Payne)

### Épisode 20:À visage découvert
- États-Unis /  Canada : 20 avril 2015 sur FOX / CTV
- Belgique : 14 novembre 2015 sur La Deux
- Québec : 29 décembre 2015 sur MusiquePlus
- France : 30 mars 2016 sur TMC

- États-Unis : 4,44 millions de téléspectateurs[70] (première diffusion)
- Canada : 1,749 million de téléspectateurs[71] (première diffusion + différé 7 jours)
- France : 503 000 téléspectateurs[72](première diffusion)

- Morena Baccarin (Dr Leslie Thompkins)
- Milo Ventimiglia (Jason Lennon / The Ogre)
- Drew Powell (Butch Gilzean)
- David Zayas (Don Maroni)
- Chelsea Spack (Kristin Kringle)
- Carol Kane (Gertrud Kapelput)
- Clark Carmichael (Connor)
- Laurence Mason (Det. Ben Mueller)
- Zachary Spicer (Tom Dougherty)
- Michael McCormick (Dr Darren Cushman)
- Daniel Davis (Jacob Skolimski)
- Michael Potts (Sid Bunderslaw)

### Épisode 21:Le Marteau ou l'Enclume
- États-Unis /  Canada : 27 avril 2015 sur FOX / CTV
- Belgique : 21 novembre 2015 sur La Deux
- Québec : 5 janvier 2016 sur MusiquePlus
- France : 30 mars 2016 sur TMC

- États-Unis : 4,58 millions de téléspectateurs[73] (première diffusion)
- Canada : 1,589 million de téléspectateurs[74] (première diffusion + différé 7 jours)
- France : 626 000 téléspectateurs[72](première diffusion)

- Milo Ventimiglia (Jason Lennon / The Ogre)
- Chris Chalk (Lucius Fox)
- Michael Potts (Sid Bunderslaw)
- Caroline Lagerfelt (Madame Kean)
- Richard Poe (Monsieur Kean)
- Chelsea Spack (Kristen Kringle)
- Clark Carmichael (Connor)
- James Andrew O'Connor (Tommy Bones)
- Barbara Rosenblat (Lidia Bicchieri)
- Tonya Glanz (Sally)

### Épisode 22:Gotham à feu et à sang
- États-Unis /  Canada : 4 mai 2015 sur FOX / CTV
- Belgique : 21 novembre 2015 sur La Deux
- Québec : 12 janvier 2016 sur MusiquePlus
- France : 30 mars 2016 sur TMC

- États-Unis : 4,93 millions de téléspectateurs[75] (première diffusion)
- Canada : 1,797 million de téléspectateurs[76] (première diffusion + différé 7 jours)
- France : 575 000 téléspectateurs[72](première diffusion)

- Morena Baccarin (Dr Leslie Thompkins)
- Drew Powell (Butch Gilzean)
- David Zayas (Don Maroni)
- Peter Scolari (Commissaire Loeb)
- Chelsea Spack (Kristin Kringle)
- Dashiell Eaves (Kelly)
- James Andrew O'Connor (Tommy Bones)

- La scène de Falcone dans l’hôpital n'est pas sans rappeler celle de Don Corleone dans le Parrain.
- Cet épisode marque la mort de Salvatore Maroni interprété par David Zayas.